# Trigonodidae
Trigonodidae zijn een uitgestorven familie van tweekleppigen uit de orde Trigonioida.

## Taxonomie
De volgende geslachten zijn bij de familie ingedeeld:
- † Heminajas Neumayr, 1891
- † Pachycardia Hauer, 1857
- † Trigonodus Sandberger, 1864